# Diecezja Nuevo Casas Grandes
Diecezja Nuevo Casas Grandes (łac. Dioecesis Neograndicasensis) – diecezja Kościoła rzymskokatolickiego w Meksyku, należąca do archidiecezji Chihuahua.

## Historia
13 kwietnia 1977 roku papież Paweł VI konstytucją apostolską Praecipuum animarum powołał prałaturę terytorialną Nuevo Casas Grandes. Dotychczas wierni z tym terenów należeli do diecezji Ciudad Juárez.
3 czerwca 2000 roku decyzją papieża Jana Pawła II prałatura została podniesiona do rangi diecezji.

## Ordynariusze

### Prałaci Nuevo Casas Grandes
- Hilario Chávez Joya MNM (1977 - 2000)

### Biskupi Nuevo Casas Grandes
- Hilario Chávez Joya MNM (2000 - 2004
- Gerardo de Jesús Rojas López (2004 - 2011)
- Jesús José Herrera Quiñonez (2011 - 2023)
- Víctor Melchor Quintana Quezada (od 2025)